# Márk Tamás
Márk Tamás (Székesfehérvár, 28 de octubre de 1993) es un futbolista húngaro que juega en la demarcación de defensa para el Diósgyőr VTK de la Nemzeti Bajnokság I.

## Selección nacional
Tras jugar con la selección de fútbol sub-21 de Hungría, finalmente debutó con la selección absoluta el 8 de septiembre de 2021. Lo hizo en un partido de clasificación para la Copa Mundial de Fútbol de 2022 contra Andorra que finalizó con un resultado de 2-1 a favor del combinado húngaro tras los goles de Ádám Szalai y Endre Botka para Hungría, y de Max Llovera para el combinado andorrano.

## Clubes
| Club                          | País       | Año       | Partidos | Goles |
| ----------------------------- | ---------- | --------- | -------- | ----- |
| Videoton F. C.                | Hungría    | 2012-2013 | 3        | 0     |
| Puskás Akadémia F. C.         | Hungría    | 2013-2015 | 41       | 0     |
| Diósgyőr VTK                  | Hungría    | 2015-2020 | 121      | 5     |
| Śląsk Wrocław II              | Polonia    | 2020      | 2        | 0     |
| Śląsk Wrocław                 | Polonia    | 2020-2022 | 52       | 2     |
| ACS Sepsi OSK Sfântu Gheorghe | Rumania    | 2022-2023 | 23       | 1     |
| Neftçi P. F. K.               | Azerbaiyán | 2023-2025 | 39       | 0     |
| ACS Sepsi OSK Sfântu Gheorghe | Rumania    | 2025      | 4        | 1     |
| Diósgyőr VTK                  | Hungría    | 2025-     |          |       |

## Palmarés

### Títulos nacionales
| Título               | Club                          | País    | Año  |
| -------------------- | ----------------------------- | ------- | ---- |
| Copa de Rumania      | ACS Sepsi OSK Sfântu Gheorghe | Rumania | 2023 |
| Supercopa de Rumania | ACS Sepsi OSK Sfântu Gheorghe | Rumania | 2023 |